# Med Star (1975)
Il Med Star è un traghetto misto passeggeri/merci appartenente alla società libanese El Youssef M. & El Youssef A. e armato dalla compagnia turco-libanese Med Star.

## Caratteristiche

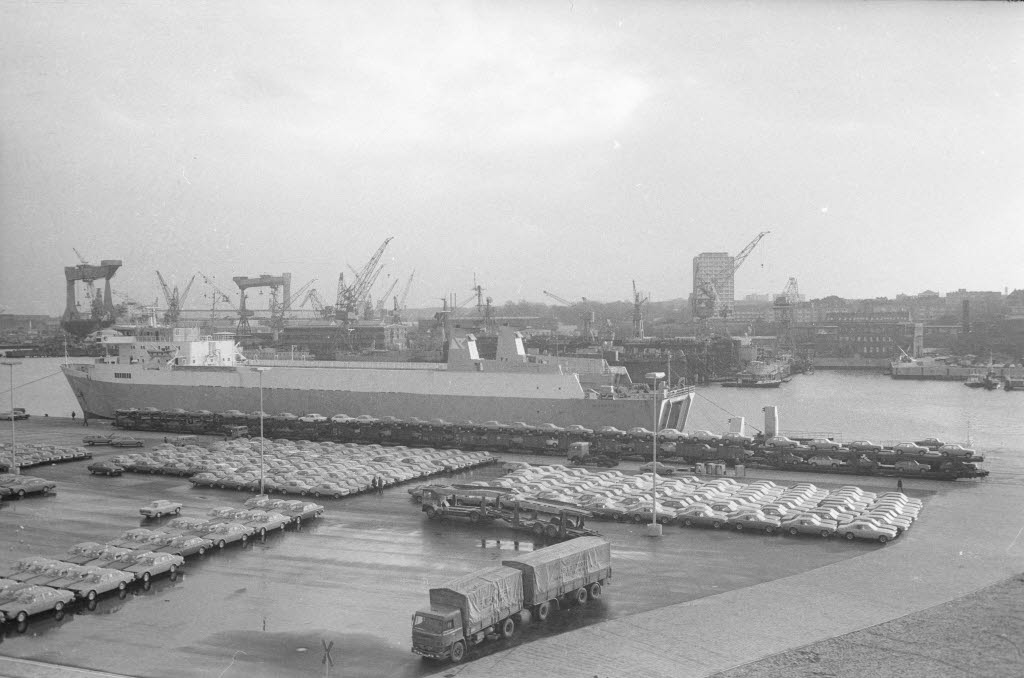
Il Bohemund a Kiel nel 1975

Seconda di una classe di tre unità gemelle, la nave è stata varata nel febbraio del 1975 dal cantiere navale Ankerløkken Verft di Florø (Norvegia) e completata nel gennaio dello stesso anno con il nome di Bohemund per la compagnia norvegese Fred Olsen. Destinato esclusivamente al trasporto di rotabili, il traghetto non disponeva in origine di alcuna sistemazione passeggeri ed era in grado di accogliere esclusivamente 12 membri dell'equipaggio.
Nel 1981 la nave, insieme alle unità gemelle Bayard e Balduin, venne sottoposta ad un intervento di allungamento presso Frederikshavn (Danimarca); la lunghezza fuori tutto passò da 139,91 m a 167,52 m e la capacità di carico divenne pari a 1.724 metri lineari. 
Nel 1987 la nave, dopo l'acquisto da parte della compagnia italiana Lloyd Sardegna, fu nuovamente sottoposta ad importanti lavori che videro l'aggiunta di sistemazioni per 154 passeggeri; analogo intervento venne effettuato sulla gemella Bayard anch'essa acquistata dalla compagnia sarda.
La propulsione è affidata ad una coppia di motori Pielstick 12PC2-2V-400 da 8.825 kW complessivi.

## Servizio
Il traghetto entrò in servizio per la compagnia norvegese Fred Olsen nel 1975 sui collegamenti dal continente alla Norvegia, venendo brevemente noleggiata alla compagnia svedese Tor Line nel 1976.
Nel 1987 la nave venne acquistata dalla compagnia di navigazione italiana Lloyd Sardegna, che la ribattezzò Isola delle Perle; dopo l'aggiunta di sistemazioni passeggeri venne immessa in servizio sui collegamenti da e per la Sardegna insieme alla gemella Isola delle Stelle (ex Bayard). Rimase in servizio nel Tirreno dopo l'acquisto della compagnia armatrice da parte della rivale Moby Lines, la quale rinominò nuovamente la nave in Giuseppe Sa, dal nome di uno stretto collaboratore dell'armatore Vincenzo Onorato.
Nel mese di gennaio 2021 Il Giuseppe Sa è stato messo in disarmo a Piombino a causa di problemi allo scafo, alle eliche e ai generatori; nello stesso anno il traghetto è stato inserito nella lista dei beni da alienare nell'ambito del concordato preventivo presentato da Moby. Il 31 marzo 2022 la nave è messa all'asta con una base di 1,56 milioni di euro e venduta alla compagnia di navigazione libanese El Youssef M & El Youssef A per 4,6 milioni di euro.

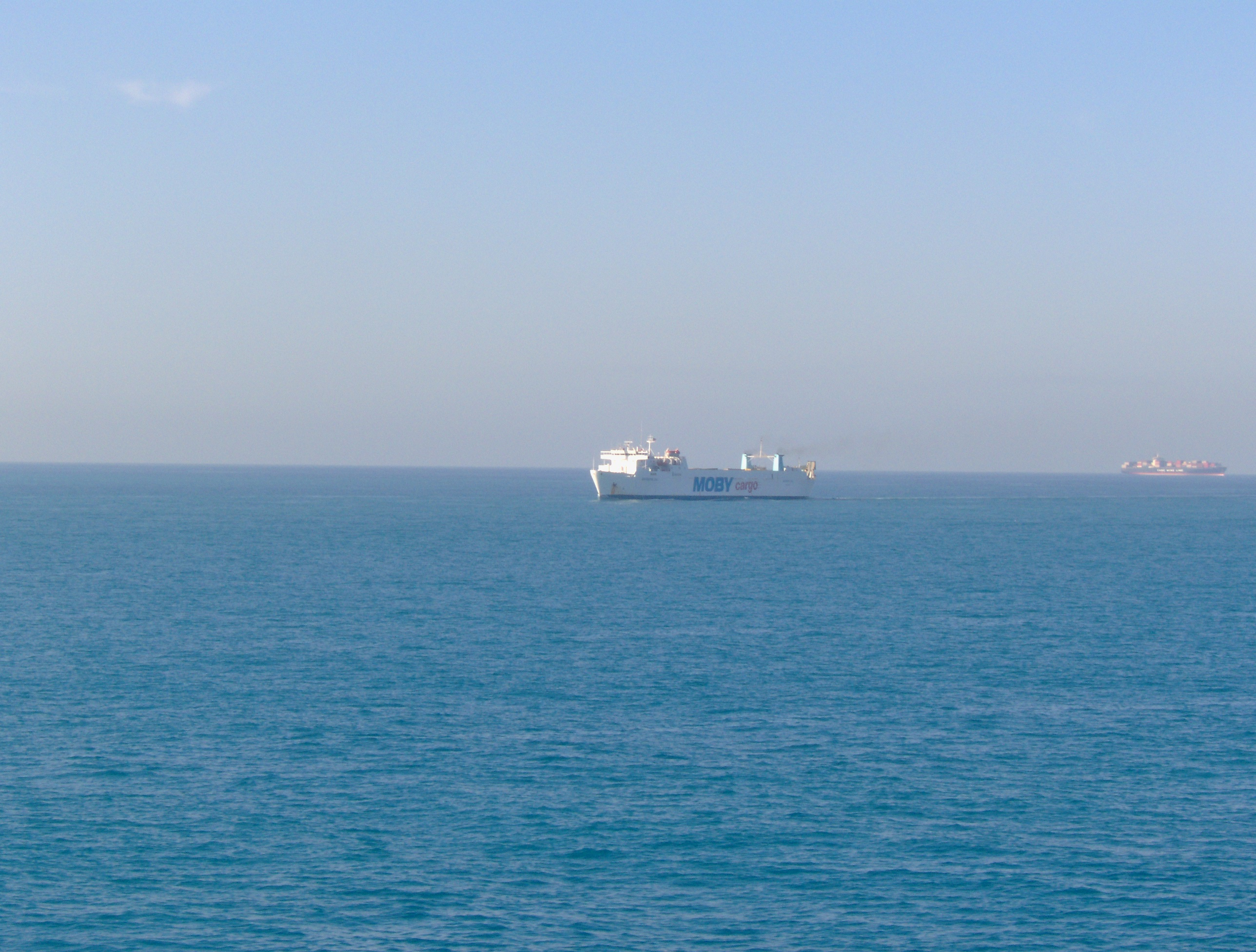
L'allora Giuseppe Sa in rada a Livorno.

Il Giuseppe Sa ha lasciato definitivamente il porto di Piombino il successivo 20 giugno al traino del rimorchiatore Christos XXVII. Il 25 giugno è transitata, con difficoltà, nello stretto di Messina, con il supporto del rimorchiatore italiano Megrez, rientrato poi nel porto di Messina, sua base abituale. La nave è arrivata a Tripoli in Libano il 6 luglio; nell'autunno successivo la nave è stata rinominata Med Star, prendendo bandiera libanese ed entrando in seguito in servizio sulla rotta Taşucu-Tripoli.

## Navi gemelle
- Lerzan K (ex Bayard, Isola delle Stelle, Luigi Pa, Habib Neccar, Cenk M)
- Massimo M (ex Balduin, Tor Norvegia, Tor Neringa, Neringa)